# فرانکو برنابه
فرانکو برنابه، (به ایتالیایی: Franco Bernabè) (زاده ۱۸ سپتامبر ۱۹۵۹) کارآفرین، بانکدار، اقتصاددان و مدیر ارشد اجرایی ایتالیایی است، که در حال حاضر به‌عنوان مدیر عامل اجرایی و رییس هیئت مدیره شرکت تلکام ایتالیا فعالیت می‌کند.